# Pterogrammoides
Pterogrammoides (лат.) — род мух-шароусок из подсемейства Limosininae.

## Описание
Мелкие мухи (1,1–1,4 мм) светло- или тёмно-коричневой окраски. Постпедицель (третий членик) усиков конический. На среднеспинке имеются две крупные дорсоцентральные щетинки, из них передняя пара сразу за поперечным швом. Дорсоцентральные щетинки разделены 4–5 рядами очень тонких акростихальных щетинок. Щиток почти прямоугольный, с четырьмя крупными краевыми щетинками. Крылья слегка затемнённые, очень узкие с поперечными жилками, смещенными к основанию крыла. Жилка R4+5 впадает в край крыла на его вершине, там же заканчивается костальная жилка. Голени средних ног с одной дорсальными щетинками в основной половине, на вершинной части щетинки отсутствуют. Преабдоминальные склериты редуцированы как у самцов, так и у самок. У самцов стерниты брюшка с шестого по восьмой сильно увеличенные, по сравнению с сильно редуцированными тергитами. Сурстилюс генительного аппарата самца толстый с зубчатыми вентральными щетинками. Постгонит тонкий и удлиненный. Эякуляторная аподема большая.

## Классификация
Включает 5 видов.
- Pterogrammoides baloghi Papp, 1972
- Pterogrammoides indicus Papp, 1989
- Pterogrammoides longipennis Papp, 1972
- Pterogrammoides poecilosomus Papp, 1972
- Pterogrammoides thaii Papp, 1989

## Распространение
Встречается в Индии, Таиланде и Папуа — Новой Гвинее и Австралии.